# Bronsrugmuskaatduif
De bronsrugmuskaatduif (Ducula chalconota) is een vogel uit de familie der Columbidae (Duiven en tortelduiven).

## Verspreiding en leefgebied
Deze soort is endemisch in Nieuw-Guinea en telt twee ondersoorten:
- D. c. chalconota: de Vogelkop in noordwestelijk Nieuw-Guinea.
- D. c. smaragdina: westelijk, centraal en oostelijk Nieuw-Guinea.